# Kanton Frontenay-Rohan-Rohan
Kanton Frontenay-Rohan-Rohan is een kanton van het Franse departement Deux-Sèvres. Kanton Frontenay-Rohan-Rohan maakt deel uit van het arrondissement Niort en telt 18.562 inwoners (2019).

## Gemeenten
Het kanton Frontenay-Rohan-Rohan omvatte tot 2014 de volgende gemeenten:
- Amuré
- Arçais
- Bessines
- Épannes
- Frontenay-Rohan-Rohan (hoofdplaats)
- Le Vanneau-Irleau
- Saint-Symphorien
- Sansais
- Vallans

Bij de herindeling van de kantons door het decreet van 18 februari 2014 met uitwerking op 22 maart 2015 werden de volgende 4 gemeenten eraan toegevoegd.
- Coulon
- Fors
- Granzay-Gript
- Magné